# Municipio de Traverse
El municipio de Traverse (en inglés: Traverse Township) es un municipio ubicado en el condado de Nicollet en el estado estadounidense de Minnesota. En el año 2010 tenía una población de 334 habitantes y una densidad poblacional de 5,49 personas por km².

## Geografía
El municipio de Traverse se encuentra ubicado en las coordenadas 44°20′50″N 94°3′41″O / 44.34722, -94.06139. Según la Oficina del Censo de los Estados Unidos, el municipio tiene una superficie total de 60.84 km², de la cual 58,83 km² corresponden a tierra firme y (3,3 %) 2,01 km² es agua.

## Demografía
Según el censo de 2010, había 334 personas residiendo en el municipio de Traverse. La densidad de población era de 5,49 hab./km². De los 334 habitantes, el municipio de Traverse estaba compuesto por el 99,4 % blancos, el 0,3 % eran amerindios y el 0,3 % eran de una mezcla de razas. Del total de la población el 0 % eran hispanos o latinos de cualquier raza.